# Derek Fewster
Derek Fewster, född 1962, finländsk historiker, forskare vid Historiska nämnden (Svenska litteratursällskapet i Finland) 1997-2000. Redaktionssekreterare för Historisk Tidskrift för Finland 1996-2000, från 2003 ordförande för Historiska Föreningen. 
Fewster har skrivit en sin avhandling om bruket av fornhistorien inom den finländska nationalismen på 1900-talet, Visions of Past Glory (2007). Han har även skrivit många artiklar inom ämnet och står som redaktör för Folket (2000). 